# Copa Centroamericana de Concacaf 2025
La Copa Centroamericana 2025, denominada oficialmente Copa Centroamericana de Concacaf 2025, es la tercera edición del torneo organizado por la Concacaf, en la que participarán 20 equipos de siete países: Belice, Costa Rica, El Salvador, Guatemala, Honduras, Nicaragua y Panamá.

## Formato
Los participantes se distribuyeron en 4 grupos de 5 equipos cada uno. Los dos mejores equipos de cada grupo al final de las cinco fechas, clasificarán a los cuartos de final.
A la conclusión de cada grupo en la fase de grupos, los equipos serán posicionados de acuerdo y en orden con los siguientes criterios:
1. Mayor cantidad de puntos obtenidos en todos los partidos de grupo.
2. Mayor diferencia de goles en todos los partidos de grupo.
3. Mayor cantidad de goles anotados en todos los partidos de grupo.
4. Si dos o más equipos continúan empatados según los tres criterios anteriores, sus posiciones se determinarán del siguiente modo:
  1. Mayor cantidad de puntos obtenidos en los partidos entre equipos empatados.
  2. Mayor diferencia de goles en los partidos entre equipos empatados.
  3. Mayor cantidad de goles anotados en los partidos entre equipos empatados.
  4. Menor cantidad de puntos con base en la cantidad de tarjetas en todos los partidos de grupo (amarilla 1 punto, roja indirecta 3 puntos, roja directa: 4 puntos, y amarilla más roja directa: 5 puntos).
  5. Posición más alta en Ranking de Clubes de CONCACAF.
  6. Sorteo por parte de CONCACAF.

En la fase eliminatoria, los equipos jugaron uno contra el otro en dos partidos, uno en casa y otro como visitante. El campeón recibió un pase directo a los octavos de final de la Copa de Campeones de la Concacaf 2026, mientras que el subcampeón, los semifinalistas y dos ganadores de un repechaje entre los eliminados en cuartos de final avanzaron a la fase preliminar del torneo (6 clubes centroamericanos clasificarán en total).

## Distribución de cupos
| Federación  | Total |
| ----------- | ----- |
| Costa Rica  | 4     |
| Honduras    | 3     |
| El Salvador | 3     |
| Nicaragua   | 3     |
| Guatemala   | 3     |
| Panamá      | 3     |
| Belice      | 1     |
| Total       | 20    |

En cursiva los clubes debutantes.
| País                         | Equipo                 | Vía de clasificación                                                                 |
| ---------------------------- | ---------------------- | ------------------------------------------------------------------------------------ |
| Costa Rica 3 cupos + 1 extra | Herediano              | Campeón del Torneo Apertura 2024 y del Torneo Clausura 2025                          |
| Costa Rica 3 cupos + 1 extra | Alajuelense            | Mejor ubicado en la tabla acumulada de la temporada 2024-25                          |
| Costa Rica 3 cupos + 1 extra | Saprissa               | Segundo mejor ubicado en la tabla acumulada de la temporada 2024-25                  |
| Costa Rica 3 cupos + 1 extra | Cartaginés             | Tercer mejor ubicado en la tabla acumulada de la temporada 2024-25                   |
| Honduras 3 cupos             | Motagua                | Campeón del Torneo Apertura 2024                                                     |
| Honduras 3 cupos             | Olimpia                | Campeón del Torneo Clausura 2025                                                     |
| Honduras 3 cupos             | Real España            | Mejor ubicado en la tabla acumulada de la temporada 2024-25                          |
| Guatemala 3 cupos            | Xelajú MC              | Campeón del Torneo Apertura 2024                                                     |
| Guatemala 3 cupos            | Antigua GFC            | Campeón del Torneo Clausura 2025                                                     |
| Guatemala 3 cupos            | Municipal              | Mejor ubicado en la tabla acumulada de la Liga Nacional de Guatemala 2024-25         |
| Panamá 3 cupos               | Independiente          | Campeón del Torneo Clausura 2024                                                     |
| Panamá 3 cupos               | Plaza Amador           | Campeón del Torneo Apertura 2025                                                     |
| Panamá 3 cupos               | Sporting San Miguelito | Mejor ubicado en la tabla acumulada del Torneo Clausura 2024 y Torneo Apertura 2025. |
| El Salvador 3 cupos          | Once Deportivo         | Campeón del Torneo Apertura 2024                                                     |
| El Salvador 3 cupos          | Alianza                | Campeón del Torneo Clausura 2025                                                     |
| El Salvador 3 cupos          | Águila                 | Mejor ubicado en la tabla acumulada del Torneo 2024-25                               |
| Nicaragua 2 cupos + 1 extra  | Diriangén              | Campeón del Torneo Apertura 2024                                                     |
| Nicaragua 2 cupos + 1 extra  | Managua                | Campeón del Torneo Clausura 2025                                                     |
| Nicaragua 2 cupos + 1 extra  | Real Estelí            | Mejor ubicado en la tabla acumulada de la temporada 2024-25                          |
| Belice Un cupo               | Verdes                 | Ganador del Campeón de Campeones de la Liga Premier de Belice 2024-25                |

### Localidad de los equipos
Distribución geográfica de las sedes de los equipos clasificados.

## Sorteo
El sorteo se realizó el 3 de junio de 2025 a las 18:30 EDT (UTC-4), en Miami, Estados Unidos.

### Bombos
| Bombo 1     | Bombo 2     | Bombo 3      | Bombo 4                | Bombo 5   |
| ----------- | ----------- | ------------ | ---------------------- | --------- |
| Herediano   | Antigua GFC | Cartaginés   | Independiente          | Diriangén |
| Alajuelense | Motagua     | Plaza Amador | Sporting San Miguelito | Managua   |
| Olimpia     | Municipal   | Real España  | Águila                 | Hércules  |
| Saprissa    | Xelajú MC   | Real Estelí  | Alianza                | Verdes    |

## Calendario
| Fase              | Ronda            | Ida                 | Vuelta                          |
| ----------------- | ---------------- | ------------------- | ------------------------------- |
| Fase de grupos    | Fecha 1          | 29-31 de julio      | 29-31 de julio                  |
| Fase de grupos    | Fecha 2          | 5–7 de agosto       | 5–7 de agosto                   |
| Fase de grupos    | Fecha 3          | 12-14 de agosto     | 12-14 de agosto                 |
| Fase de grupos    | Fecha 4          | 19-21 de agosto     | 19-21 de agosto                 |
| Fase de grupos    | Fecha 5          | 26-28 de agosto     | 26-28 de agosto                 |
| Fase eliminatoria | Cuartos de final | 23–25 de septiembre | 30 de septiembre – 2 de octubre |
| Fase eliminatoria | Repechaje        | 21–23 de octubre    | 28–30 de octubre                |
| Fase eliminatoria | Semifinales      | 21–23 de octubre    | 28–30 de octubre                |
| Fase eliminatoria | Final            | 25–27 de noviembre  | 2–4 de diciembre                |

## Fase de grupos

### Grupo A
| Pos. | Equipo       | Pts. | PJ | G | E | P | GF | GC | Dif. | Clasificación    |
| ---- | ------------ | ---- | -- | - | - | - | -- | -- | ---- | ---------------- |
| 1    | Plaza Amador | 9    | 3  | 3 | 0 | 0 | 10 | 6  | +4   | Cuartos de final |
| 2    | Antigua GFC  | 4    | 3  | 1 | 1 | 1 | 7  | 6  | +1   | Cuartos de final |
| 3    | Alianza      | 4    | 2  | 1 | 1 | 0 | 1  | 0  | +1   |                  |
| 4    | Alajuelense  | 3    | 2  | 1 | 0 | 1 | 3  | 3  | 0    |                  |
| 5    | Managua      | 0    | 4  | 0 | 0 | 4 | 4  | 10 | −6   |                  |

 Fuente: Concacaf
| 29 de julio   | Managua     | 1:4 (0:1) | Antigua GFC                                     | Estadio Nacional, Managua |                          |
| 18:00 (UTC-6) | Barrera 70' | Reporte   | Espinoza 21' · Apaolaza 68', 90+4' · Maciel 86' | Árbitro(s): Josué Ugalde  | Árbitro(s): Josué Ugalde |

| 31 de julio   | Alajuelense | 1:2 (1:0) | Plaza Amador             | Estadio Alejandro Morera Soto, Alajuela |                          |
| 20:00 (UTC-6) | Moya 39'    | Reporte   | Murillo 73' · Rose 90+4' | Árbitro(s): Sergio Reyna                | Árbitro(s): Sergio Reyna |

- Libre:  Alianza

| 5 de agosto   | Antigua GFC | 0:0     | Alianza | Estadio Pensativo, Antigua Guatemala |                         |
| 20:00 (UTC-6) |             | Reporte |         | Árbitro(s): David Gómez              | Árbitro(s): David Gómez |

| 7 de agosto   | Managua          | 1:2 (0:1) | Alajuelense                  | Estadio Nacional, Managua |                          |
| 20:00 (UTC-6) | C. Hernández 58' | Reporte   | D. Campos 45+2' · Michel 79' | Árbitro(s): Víctor Rivas  | Árbitro(s): Víctor Rivas |

- Libre:  Plaza Amador

| 12 de agosto  | Antigua GFC                              | 3:5 (1:3) | Plaza Amador                                                          | Estadio Pensativo, Antigua Guatemala |                           |
| 20:00 (UTC-6) | D. Santis 6' · O. Santis 61' (pen.), 68' | Reporte   | J. Sánchez 16', 44' · Rose 37' · Murillo 47' · A. Quintero 58' (pen.) | Árbitro(s): Shavin Greene            | Árbitro(s): Shavin Greene |

| 13 de agosto  | Alianza      | 1:0 (0:0) | Managua | Estadio «El Mágico» González, San Salvador |                            |
| 20:00 (UTC-6) | Mauricio 54' | Reporte   |         | Árbitro(s): Nelson Salgado                 | Árbitro(s): Nelson Salgado |

- Libre:  Alajuelense

| 19 de agosto  | Plaza Amador                               | 3:2 (2:0) | Managua        | Estadio Rommel Fernández, Ciudad de Panamá |                         |
| 19:00 (UTC-5) | Rose 22' · J. Murillo 30' · J. Sánchez 52' | Reporte   | Verón 68', 81' | Árbitro(s): David Gómez                    | Árbitro(s): David Gómez |

| 21 de agosto  | Alianza | vs. | Alajuelense | Estadio «El Mágico» González, San Salvador |  |
| 20:00 (UTC-6) |         |     |             |                                            |  |

- Libre:  Antigua GFC

| 27 de agosto  | Plaza Amador | vs. | Alianza | Estadio Rommel Fernández, Ciudad de Panamá |  |
| 19:00 (UTC-5) |              |     |         |                                            |  |

| 27 de agosto  | Alajuelense | vs. | Antigua GFC | Estadio Alejandro Morera Soto, Alajuela |  |
| 18:00 (UTC-6) |             |     |             |                                         |  |

- Libre:  Managua

### Grupo B
| Pos. | Equipo      | Pts. | PJ | G | E | P | GF | GC | Dif. | Clasificación    |
| ---- | ----------- | ---- | -- | - | - | - | -- | -- | ---- | ---------------- |
| 1    | Municipal   | 5    | 3  | 1 | 2 | 0 | 4  | 3  | +1   | Cuartos de final |
| 2    | Diriangen   | 4    | 3  | 1 | 1 | 1 | 6  | 5  | +1   | Cuartos de final |
| 3    | Sporting SM | 4    | 2  | 1 | 1 | 0 | 3  | 2  | +1   |                  |
| 4    | Herediano   | 3    | 2  | 1 | 0 | 1 | 6  | 6  | 0    |                  |
| 5    | Real España | 0    | 2  | 0 | 0 | 2 | 3  | 6  | −3   |                  |

 Fuente: Concacaf
| 30 de julio   | Herediano                                                             | 4:2 (2:0) | Real España        | Estadio Nacional, San José |                            |
| 20:00 (UTC-6) | M. Hernández 25' · E. Aguilar 34' · Decas 66' (a.g.) · Montenegro 75' | Reporte   | Gustavo 70', 90+2' | Árbitro(s): Oliver Vergara | Árbitro(s): Oliver Vergara |

| 31 de julio   | Diriangén   | 1:1 (1:0) | Municipal                 | Estadio Cacique Diriangén, Diriamba |                           |
| 20:00 (UTC-6) | Arteaga 27' | Reporte   | E. Hernández 90+7' (pen.) | Árbitro(s): Jaime Herrera           | Árbitro(s): Jaime Herrera |

- Libre:  Sporting San Miguelito

| 6 de agosto   | Diriangén                                 | 4:2 (3:1) | Herediano                         | Estadio Cacique Diriangén, Diriamba |                            |
| 18:00 (UTC-6) | Arteaga 3' · Carballo 19', 31' · Cano 71' | Reporte   | M. Hernández 11' · Montenegro 48' | Árbitro(s): Fernando Moron          | Árbitro(s): Fernando Moron |

| 7 de agosto   | Municipal   | 1:1 (1:1) | Sporting San Miguelito | Estadio Manuel Felipe Carrera, Ciudad de Guatemala |                          |
| 20:00 (UTC-6) | Saravia 32' | Reporte   | M. Ruíz 2'             | Árbitro(s): Ismael López                           | Árbitro(s): Ismael López |

- Libre:  Real España

| 13 de agosto  | Sporting San Miguelito              | 2:1 (2:0) | Diriangén   | Estadio Universidad Latina, Penonomé |                         |
| 19:00 (UTC-5) | A. Valencia 2' (pen.) · de León 22' | Reporte   | Arteaga 61' | Árbitro(s): Jon Freeman              | Árbitro(s): Jon Freeman |

| 13 de agosto  | Municipal                        | 2:1 (0:1) | Real España  | Estadio Manuel Felipe Carrera, Ciudad de Guatemala |                                |
| 20:00 (UTC-6) | J. Morales 65' · J. Martínez 70' | Reporte   | Aparicio 17' | Árbitro(s): Ekaterina Koroleva                     | Árbitro(s): Ekaterina Koroleva |

- Libre:  Herediano

| 20 de agosto  | Real España | vs. | Diriangén | Estadio Francisco Morazán, San Pedro Sula |  |
| 20:00 (UTC-6) |             |     |           |                                           |  |

| 21 de agosto  | Sporting San Miguelito | vs. | Herediano | Estadio Universidad Latina, Penonomé |  |
| 19:00 (UTC-5) |                        |     |           |                                      |  |

- Libre:  Municipal

| 28 de agosto  | Herediano | vs. | Municipal | Estadio Nacional, San José |  |
| 20:00 (UTC-6) |           |     |           |                            |  |

| 28 de agosto  | Real España | vs. | Sporting San Miguelito | Estadio Francisco Morazán, San Pedro Sula |  |
| 20:00 (UTC-6) |             |     |                        |                                           |  |

- Libre:  Diriangén

### Grupo C
| Pos. | Equipo        | Pts. | PJ | G | E | P | GF | GC | Dif. | Clasificación    |
| ---- | ------------- | ---- | -- | - | - | - | -- | -- | ---- | ---------------- |
| 1    | Motagua       | 7    | 3  | 2 | 1 | 0 | 6  | 2  | +4   | Cuartos de final |
| 2    | Saprissa      | 6    | 2  | 2 | 0 | 0 | 4  | 1  | +3   | Cuartos de final |
| 3    | Independiente | 3    | 2  | 1 | 0 | 1 | 4  | 3  | +1   |                  |
| 4    | Cartaginés    | 1    | 2  | 0 | 1 | 1 | 0  | 2  | −2   |                  |
| 5    | Verdes        | 0    | 3  | 0 | 0 | 3 | 3  | 9  | −6   |                  |

 Fuente: Concacaf
| 29 de julio   | Verdes       | 1:4 (0:2) | Motagua                                                  | FFB Field, Belmopán       |                           |
| 18:00 (UTC-6) | K. López 83' | Reporte   | C. Mejía 16' · Serrano 21' · M. Santos 55' · Munguía 84' | Árbitro(s): Waldir García | Árbitro(s): Waldir García |

| 29 de julio   | Saprissa                  | 2:0 (1:0) | Cartaginés | Estadio Ricardo Saprissa, Tibás |                          |
| 20:00 (UTC-6) | Mora 3' · N. Williams 75' | Reporte   |            | Árbitro(s): Ismael López        | Árbitro(s): Ismael López |

- Libre:  Independiente

| 5 de agosto   | Verdes          | 1:2 (1:1) | Saprissa                  | FFB Field, Belmopán     |                         |
| 18:00 (UTC-6) | B. Lozano 45+4' | Reporte   | D. Vega 2' · Sinclair 52' | Árbitro(s): Raúl Castro | Árbitro(s): Raúl Castro |

| 5 de agosto   | Motagua                              | 2:1 (0:0) | Independiente   | Estadio Chelato Uclés, Tegucigalpa |                               |
| 20:00 (UTC-6) | R. Gómez 55' (pen.) · M. Cabrera 57' | Reporte   | A. Valverde 71' | Árbitro(s): Cristopher Corado      | Árbitro(s): Cristopher Corado |

- Libre:  Cartaginés

| 14 de agosto  | Independiente                                    | 3:1 (2:1) | Verdes      | Estadio Rommel Fernández, Ciudad de Panamá |                             |
| 19:00 (UTC-5) | A. Valverde 11' · Altamirano 41' · R. Águila 82' | Reporte   | D. Vega 31' | Árbitro(s): Karen Hernández                | Árbitro(s): Karen Hernández |

| 14 de agosto  | Motagua | 0:0     | Cartaginés | Estadio Chelato Uclés, Tegucigalpa |                            |
| 20:00 (UTC-6) |         | Reporte |            | Árbitro(s): Guido González         | Árbitro(s): Guido González |

- Libre:  Saprissa

| 20 de agosto  | Independiente | vs. | Saprissa | Estadio Rommel Fernández, Ciudad de Panamá |  |
| 19:00 (UTC-5) |               |     |          |                                            |  |

| 20 de agosto  | Cartaginés | vs. | Verdes | Estadio José Rafael "Fello" Meza, Cartago |  |
| 20:00 (UTC-6) |            |     |        |                                           |  |

- Libre:  Motagua

| 26 de agosto  | Saprissa | vs. | Motagua | Estadio Ricardo Saprissa, Tibás |  |
| 20:00 (UTC-6) |          |     |         |                                 |  |

| 26 de agosto  | Cartaginés | vs. | Independiente | Estadio José Rafael "Fello" Meza, Cartago |  |
| 20:00 (UTC-6) |            |     |               |                                           |  |

- Libre:  Verdes

### Grupo D
| Pos. | Equipo      | Pts. | PJ | G | E | P | GF | GC | Dif. | Clasificación    |
| ---- | ----------- | ---- | -- | - | - | - | -- | -- | ---- | ---------------- |
| 1    | Xelajú      | 9    | 3  | 3 | 0 | 0 | 9  | 1  | +8   | Cuartos de final |
| 2    | Olimpia     | 7    | 3  | 2 | 1 | 0 | 8  | 3  | +5   | Cuartos de final |
| 3    | Águila      | 4    | 3  | 1 | 1 | 1 | 4  | 5  | −1   |                  |
| 4    | Real Estelí | 0    | 2  | 0 | 0 | 2 | 1  | 7  | −6   |                  |
| 5    | Hércules    | 0    | 3  | 0 | 0 | 3 | 1  | 7  | −6   |                  |

 Fuente: Concacaf
| 30 de julio   | Hércules | 0:2 (0:2) | Xelajú                  | Estadio Las Delicias, Santa Tecla |                         |
| 18:00 (UTC-6) |          | Reporte   | da Silva 48' · Báez 73' | Árbitro(s): Jorge Leira           | Árbitro(s): Jorge Leira |

| 30 de julio   | Olimpia                                      | 3:0 (1:0) | Real Estelí | Estadio Chelato Uclés, Tegucigalpa |                         |
| 20:00 (UTC-6) | J. Martínez 5' · Benguché 57' · Solano 90+9' | Reporte   |             | Árbitro(s): Jon Freeman            | Árbitro(s): Jon Freeman |

- Libre:  Águila

| 6 de agosto   | Xelajú MC                                | 3:0 (1:0) | Águila | Estadio Cementos Progreso, Ciudad de Guatemala |                         |
| 20:00 (UTC-6) | Aparicio 26' · A. López 48' · Báez 90+3' | Reporte   |        | Árbitro(s): Brayan Cruz                        | Árbitro(s): Brayan Cruz |

| 6 de agosto   | Hércules          | 1:3 (0:2) | Olimpia                                       | Estadio Las Delicias, Santa Tecla |                               |
| 20:00 (UTC-6) | Posada 67' (pen.) | Reporte   | E. Rodríguez 8' · Benguché 42' · Bengtson 75' | Árbitro(s): Randy Encarnación     | Árbitro(s): Randy Encarnación |

- Libre:  Real Estelí

| 12 de agosto  | Águila               | 2:0 (2:0) | Hércules | Estadio Cuscatlán, San Salvador |                            |
| 20:00 (UTC-6) | M. Caballero 7', 21' | Reporte   |          | Árbitro(s): Fernando Morón      | Árbitro(s): Fernando Morón |

| 14 de agosto  | Xelajú MC                                                  | 4:1 (1:1) | Real Estelí  | Estadio Cementos Progreso, Ciudad de Guatemala |                           |
| 20:00 (UTC-6) | Y. Díaz 6' · J. Aparicio 55' · Báez 83' · W. Cardoza 90+1' | Reporte   | Preciado 18' | Árbitro(s): Waldir García                      | Árbitro(s): Waldir García |

- Libre:  Olimpia

| 19 de agosto  | Águila                          | 2:2 (1:1) | Olimpia                     | Estadio Cuscatlán, San Salvador |                          |
| 20:00 (UTC-6) | D. Cerén 30' · M. Caballero 71' | Reporte   | Bengtson 39' · Benguché 79' | Árbitro(s): Félix Mojica        | Árbitro(s): Félix Mojica |

| 21 de agosto  | Real Estelí | vs. | Hércules | Estadio Independencia, Estelí |  |
| 20:00 (UTC-6) |             |     |          |                               |  |

- Libre:  Xelajú MC

| 27 de agosto  | Olimpia | vs. | Xelajú MC | Estadio Chelato Uclés, Tegucigalpa |  |
| 20:00 (UTC-6) |         |     |           |                                    |  |

| 27 de agosto  | Real Estelí | vs. | Águila | Estadio Independencia, Estelí |  |
| 20:00 (UTC-6) |             |     |        |                               |  |

- Libre:  Hércules